# Spoorlijn Kumla - Kvarntorp
De spoorlijn Kumla - Kvarntorp (Zweeds: Kumla–Yxhults Järnväg) is een spoorlijn in Zweden in de provincie Örebro län. De lijn verbindt de plaatsen Kumla en Kvarntorp met elkaar.
De spoorlijn is acht kilometer lang en werd in 1883 in gebruik genomen.

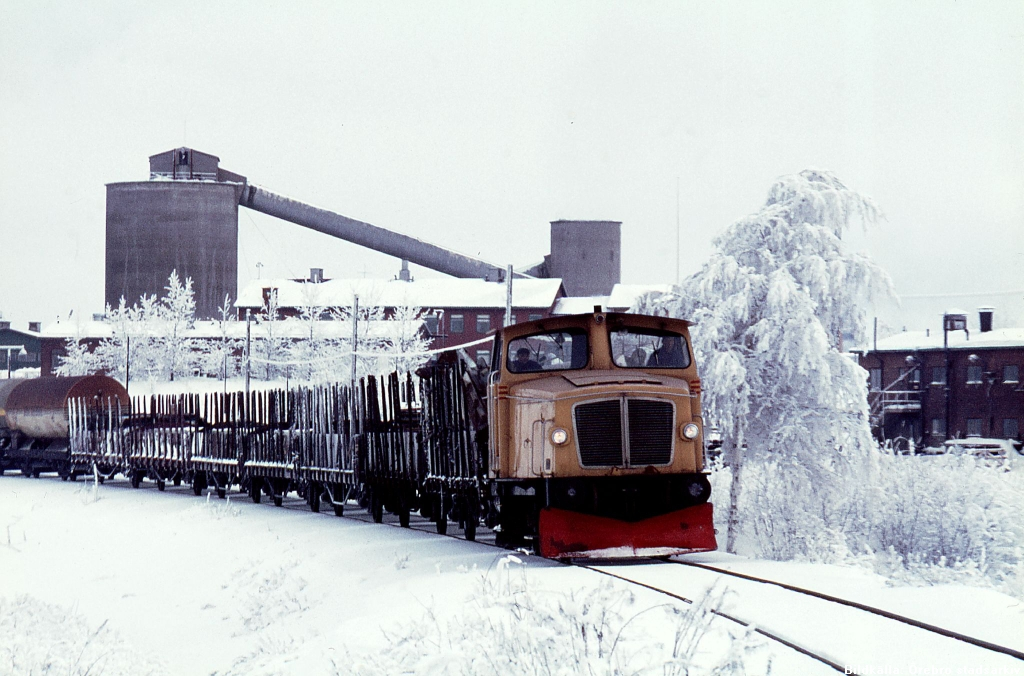
Rond 1965